# Valsetz
Valsetz az Amerikai Egyesült Államok északnyugati részén, Oregon állam Polk megyéjében elhelyezkedő kísértetváros.

## Története
Az Oregon Geographic Names leírása szerint a települést 1919-ben alapította a William W. Mitchell Company, a Valsetz pedig a Valley and Siletz Railroad nevéből keletkezett (itt volt a vasútvonal egyik végállomása). Linda Carlson gyárvároskutató szerint azonban a Cobbs & Mitchell volt az alapító az első világháború során. A posta 1920-tól 1984-ig működött.
1947-ben a Cobbs & Mitchell a területet eladta Herbert Templeton ügynöknek; a Valsetz Lumber Company 1959-ig működött, amikor a települést továbbadták a Boise Cascade Corporationnek.
A kitermelhető nyersanyag elfogyásával 1970-ben a vasúti forgalom megszűnt. 1983-ban a Boise Cascade Corporation bejelentette, hogy az akkor 300 lakosú Valsetzben a következő év elejéig minden tevékenységét felfüggeszti. Mivel a teljes infrastruktúra a cég tulajdonában volt, 1984-ben az összes épületet és utcát felszámolták. A település helyén faiskola létesült.
A mesterséges Valsetz-tavat 1988-ban lecsapolták.

## Emlékezete
Az egykori lakók Falls Cityben évente találkoznak.
A település egykor a magas csapadékmennyiségről és a kilenc éves Dorothy Anne Hobson által indított Valsetz Star című újságról volt ismert. A népességszám korábban meghaladta az ezer főt, valamint két általános- és egy középiskola is működött; utóbbi kosárlabda-bajnokságokon is részt vett.
A Siletz folyó mellett fekvő, 1976 óta védettség alatt álló Óriások völgyében hatszáz éves fenyők is találhatóak.
A Nyugat-oregoni Egyetem étterme 1991 óta a Valsetz nevet viseli. 1926 és 1931 között a tanárszakos hallgatók szakmai gyakorlatukat Valsetzben töltötték.

## Éghajlat
A település éghajlata mediterrán (a Köppen-skála szerint Csb).
| Hónap                                   | Jan. | Feb. | Már. | Ápr. | Máj. | Jún. | Júl. | Aug. | Szep. | Okt. | Nov. | Dec. | Év   |
| --------------------------------------- | ---- | ---- | ---- | ---- | ---- | ---- | ---- | ---- | ----- | ---- | ---- | ---- | ---- |
| Átlagos max. hőmérséklet (°C)           | 7,4  | 9,9  | 11,4 | 14,4 | 18,5 | 21,9 | 25,3 | 25,3 | 22,7  | 17,5 | 11,3 | 8,2  | 16,2 |
| Átlaghőmérséklet (°C)                   | 3,5  | 5,4  | 6,2  | 8,2  | 11,3 | 14,4 | 16,7 | 16,9 | 14,8  | 10,9 | 6,7  | 4,5  | 10,0 |
| Átlagos min. hőmérséklet (°C)           | −0,3 | 0,9  | 1,1  | 2,1  | 4,2  | 6,9  | 8,1  | 8,6  | 6,9   | 4,4  | 2,2  | 0,9  | 3,8  |
| Átl. csapadékmennyiség (mm)             | 526  | 424  | 379  | 218  | 120  | 81   | 27   | 46   | 115   | 262  | 487  | 567  | 3252 |
| Forrás: Western Regional Climate Center |      |      |      |      |      |      |      |      |       |      |      |      |      |

## Fordítás
- Ez a szócikk részben vagy egészben  a   Valsetz, Oregon című angol Wikipédia-szócikk ezen változatának fordításán alapul.  Az eredeti cikk szerkesztőit annak laptörténete sorolja fel. Ez a jelzés csupán a megfogalmazás eredetét és a szerzői jogokat jelzi, nem szolgál a cikkben szereplő információk forrásmegjelöléseként.